# Rebelle (roman)
Pour les articles homonymes, voir Rebelle.
 (décembre 2017).
Si vous disposez d'ouvrages ou d'articles de référence ou si vous connaissez des sites web de qualité traitant du thème abordé ici, merci de compléter l'article en donnant les références utiles à sa vérifiabilité et en les liant à la section « Notes et références ».
Rebelle est un roman de Fatou Keïta, publié en 1998 aux éditions Présence africaine.

## Histoire
Ce livre raconte la vie d'une jeune fille nommée Malimouna qui vit à Bouritouni, et tous les habitants de ce petit village vivent dans le respect strict de la tradition. Cette jeune fille s'enfuit le soir de ses noces alors qu'elle vient de se marier à un vieux et riche commerçant. Cette fuite montre le commencement d'un apprentissage de la vie qui sera semé d'embûches : viol, exploitation. Après sa fuite, elle se rend à Salouma. Alors qu'elle vient à peine d'arriver dans la capitale, elle trouve immédiatement un emploi de nourrice dans une famille d'expatriés français. Malheureusement, le maitre commence à s'amouracher d'elle ce qui ne plait pas à sa femme qui finit par renvoyer Malimouna. Son deuxième séjour, à Salouma, se révèle être sa pire expérience car son employeur essaie de la violer, obligeant Malimouna à s'enfuir sans réclamer son salaire. Malimouna se retrouve finalement à la rue et déprimée. Mais la chance lui sourit lorsqu'elle est recueillie par un couple (un pasteur et sa femme) cependant, très vite, Malimouna comprend qu'elle ne pourra jamais cohabiter avec sa famille adoptive qui tente de la convertir au christianisme et décide de partir. Elle s'installe à Paris dans un quartier populaire où vivent des Africains de toutes les nationalités. Elle retrouve sa vie d'avant, ses habitudes africaines. Elle décide d'aider ces Africains à abandonner leurs coutumes qu'elle juge anachroniques et devient une assistante sociale. Elle travaille dans un centre qui s'occupe des immigrés et prône surtout la liberté au détriment de l'oppression et de la soumission. Cependant, bien que ses efforts soient couronnés de succès, elle est détestée par la plupart des Africains. 
Elle décide de refaire sa vie et de se marier à un blanc mais ses compatriotes africains pensent qu'elle commet une énorme erreur. Son mari ayant été nommé directeur du lycée français de Saloume, Malimouna se voit contrainte de retourner en Afrique avec lui. Ce retour au pays natal met au jour le fossé qui sépare l'héroïne et son mari et leurs deux univers. En dépit de leur amour, ils décident de se séparer.
Quelques mois plus tard, Malimouna rencontre Karim et se marie avec lui. Au début de leur union, Karim est un homme parfait mais il ne tarde pas à montrer son vrai visage. Après l'avoir convaincue d'arrêter de travailler et de rester à la maison pour s'occuper de leurs enfants, il se remarie, la délaisse et essaie de l'empêcher de témoigner lors d'une campagne contre l'excision organisée par l'Association de femmes. Malimouna ne veut pas se soumettre aux ordres de son mari qui, pour se venger, organise l'enlèvement de sa femme et son retour à Bouritouni. Heureusement, Malimouna réussit à s'échapper et continue son combat. 

## Position de l'écrivaine
Préoccupée par les conditions féminines, Fatou Keïta raconte l'histoire de Malimouna et dénonce les pratiques dont sont victimes la plupart des jeunes filles. Elle montre les méfaits de l'excision. Dans beaucoup de pays d'Afrique, l'excision est interdite par la loi mais cette pratique est de plus en plus récurrente comme au Ghana et à Djibouti. Elle est présentée comme une norme. 
Ce roman dégage deux thématiques importantes : la liberté des femmes et les pratiques traditionnelles.